# See-Stör

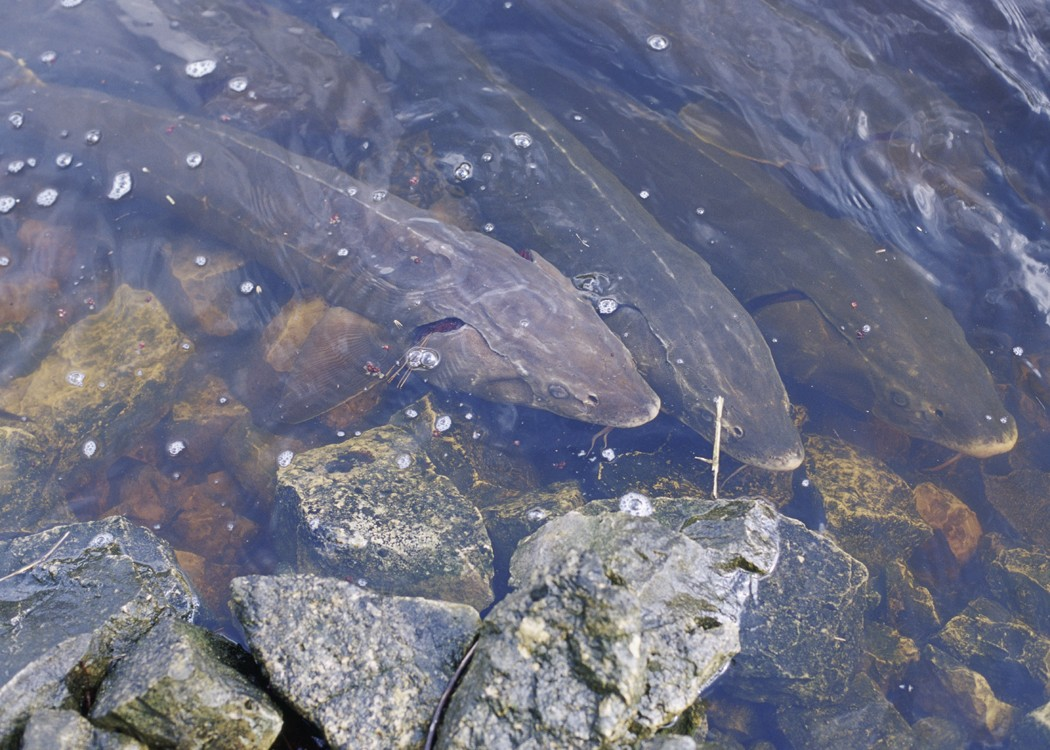
Drei See-Störe

Der See-Stör (Huso fulvescens, Synonym: Acipenser fulvescens) ist eine Fischart aus der Gattung Huso, die in Nordamerika in Flüssen und Seen vorkommt. Sie wird kommerziell und von Sportfischern befischt.

## Merkmale
Der See-Stör weist den typischen langgestreckten Körperbau der Störe auf. Die Schnauze trägt vier glatte Barteln und ist bei Jungtieren zugespitzt, wird aber mit zunehmendem Alter immer stumpfer und breiter. Entlang des Körpers verlaufen fünf Reihen von Knochenplatten, eine entlang des Rückens, je eine auf mittlerer Höhe der Flanke und je eine am Rand des Bauches. Bei Jungtieren sind die Platten groß und zu scharf zugespitzten Haken ausgebildet, die Haut ist rau. Mit zunehmendem Alter stumpfen die Schuppen ab und schrumpfen bis zum fast völligen Verschwinden, die Haut wird glatter. Die erste Platte der Rückenreihe berührt die Kopfplatte. Die Rückenreihe weist 9 bis 15 Platten auf, die Seitenreihen 29 bis 42 und die ventralen Reihen 7 bis 12. Ein bis zwei Knochenplatten finden sich auch hinter der Rücken- und Afterflosse, beide sind aber nicht von Knochenplatten flankiert. Jungtiere sind rötlichbraun und weisen unregelmäßige schwarze Flecken auf. Erwachsene Tiere sind grünlich-olivbraun oder gräulich ohne Zeichnung. Die Rückenflosse weist 35 bis 45, die Afterflosse 25 bis 30 Weichstrahlen auf. Die Bögen der Kiemenreuse tragen 25 bis 40 Strahlen. Ausgewachsene Tiere erreichen eine Länge von durchschnittlich ein bis 1,80 Metern und maximal 2,7 Meter und ein Gewicht von bis zu 125 kg. Das Höchstalter soll bis zu 152 Jahre betragen.

## Vorkommen
Der See-Stör kommt im Sankt-Lorenz-Strom, den Großen Seen, im Lake Champlain, der Hudson Bay, dem Saskatchewan River und dem Flusssystem des Mississippi River bis Nord-Louisiana und Süd-Süd-Dakota vor. Zwischen den Beständen in den großen Seen und West-Kanada und denen des Mississippi findet wahrscheinlich kein Austausch statt.

## Lebensweise
Die Art lebt am Grund von Seen und großen Flüssen. Sie dringt gelegentlich ins Brackwasser, aber nicht ins Salzwasser vor. Nahrung wird am Grund mit Hilfe der Barteln aufgespürt. See-Störe sind wenig wählerische Allesfresser, die unter anderem Insekten, Weichtiere, Fische und Würmer fressen. Zwischen verschiedenen Fress- und Laichgründen werden teilweise Wanderungen von mehr als 1000 Kilometern unternommen.
Die Paarungszeit beginnt im Frühjahr, wenn die Wassertemperatur 9 bis 15 °C erreicht. Während sich die Männchen alle zwei bis vier Jahre fortpflanzen, laichen die Weibchen nur alle drei bis sieben Jahre ab. Die bis zu 7.000.000 Eier pro Weibchen werden in steinigen Uferbereichen von Seen und Flüssen abgelegt. Die Geschlechtsreife wird von Männchen mit 14 bis 16 Jahren und etwa 114 cm Länge erreicht, von Weibchen erst mit 24 bis 26 Jahren und 140 cm Länge.

## Nutzung und Gefährdung
Während der Fang des See-Störs in den USA zu kommerziellen Zwecken verboten ist, wird die Art in Kanada wegen ihres Fleisches und Kaviars befischt. Die sportliche Befischung ist in einigen US-Bundesstaaten zu bestimmten Zeiten gestattet. Auf Grund der langen Generationszeiten gilt die Art als störungsanfällig. Im Washingtoner Artenschutz-Übereinkommen ist der See-Stör in Anhang II gelistet, die IUCN schätzt den Bestand derzeit als nicht gefährdet (Least Concern) ein.
Der See-Stör wird vom Namao-Virus parasitiert.